# KR Большой Медведицы
KR Большой Медведицы (лат. KR Ursae Majoris) — двойная новоподобная катаклизмическая переменная звезда (NL:) в созвездии Большой Медведицы на расстоянии приблизительно 8318 световых лет (около 2550 парсеков) от Солнца. Видимая звёздная величина звезды — от +16,25m до +15m.

## Характеристики
Первый компонент — аккрецирующий белый карлик.